# Unione Calcio Sampdoria 1991-1992
Questa voce raccoglie le informazioni riguardanti l'Unione Calcio Sampdoria nelle competizioni ufficiali della stagione 1991-1992.

## Stagione

La vittoria della Supercoppa italiana

La Sampdoria Campione d'Italia in carica si aggiudicò la sua prima Supercoppa italiana vincendo per 1-0 contro la Roma, con rete di Roberto Mancini. Privatasi del poco convincente Mychajlyčenko dopo una sola stagione in favore della promessa Silas, aggregò alla propria rosa anche Dario Bonetti (ad affiancare il fratello Ivano) e il giovane attaccante Renato Buso. In autunno lasciò la squadra Beppe Dossena, per ruggini mai risolte con società e spogliatoio.
Sul fronte interno, disputò un campionato al di sotto delle aspettative, dopo lo spettacolare anno dello scudetto, terminando al sesto posto, a ridosso della zona Uefa dopo un inizio addirittura nelle zone pericolanti della classifica. Pesanti i rovesci con il Milan destinato a conquistare il titolo. Delusioni anche in Coppa Italia, in cui la Samp giunse ad un passo dalla finale, soccombendo nel doppio confronto con il Parma, che ebbe la meglio nei tempi supplementari. 

Il neocapitano Roberto Mancini alle prese con gli interisti Brehme (a sinistra) e Desideri (in secondo piano) nella vittoriosa sfida di Marassi del 22 settembre 1991 (4-0); osserva l'azione il neoacquisto Paulo Silas (a destra).

Sul fronte europeo, il percorso in Coppa Campioni, di cui i genovesi erano esordienti assoluti, iniziò eliminando i norvegesi del Rosenborg cui fecero seguito, nel turno successivo, i magiari dell'Honvéd. I blucerchiati vinsero poi il proprio girone, approdando in finale: persero l'ultimo atto contro il favorito Barcellona, per un gol su punizione di Ronald Koeman al 112'.
Fu la fine di un ciclo: a stagione conclusa salutarono sia Gianluca Vialli che il tecnico più vincente della storia blucerchiata, Boskov, rispettivamente destinati a Juventus e Roma.

## Divise e sponsor
Vengono confermate le divise prodotte dall'Asics (con l'aggiunta dello scudetto in ragione del titolo vinto nel campionato precedente), nonché lo sponsor ufficiale ERG.
| Casa | Trasferta |

## Rosa
| N. |                   | Ruolo | Calciatore         |
| -- | ----------------- | ----- | ------------------ |
|    | Italia (bandiera) | P     | Giulio Nuciari     |
|    | Italia (bandiera) | P     | Gianluca Pagliuca  |
|    | Italia (bandiera) | D     | Dario Bonetti      |
|    | Italia (bandiera) | D     | Marco Lanna        |
|    | Italia (bandiera) | D     | Moreno Mannini     |
|    | Italia (bandiera) | D     | Alessandro Orlando |
|    | Italia (bandiera) | D     | Fausto Pari        |
|    | Italia (bandiera) | D     | Pietro Vierchowod  |
|    | Italia (bandiera) | D     | Giorgio Zanutta    |
|    | Italia (bandiera) | C     | Ivano Bonetti      |
|    | Italia (bandiera) | C     | Renato Buso        |

| N. |                     | Ruolo | Calciatore                 |
| -- | ------------------- | ----- | -------------------------- |
|    | Brasile (bandiera)  | C     | Toninho Cerezo             |
|    | Italia (bandiera)   | C     | Giuseppe Dossena           |
|    | Italia (bandiera)   | C     | Piero Ferraresso           |
|    | Italia (bandiera)   | C     | Giovanni Invernizzi        |
|    | Slovenia (bandiera) | C     | Srečko Katanec             |
|    | Italia (bandiera)   | C     | Attilio Lombardo           |
|    | Brasile (bandiera)  | C     | Paulo Silas                |
|    | Italia (bandiera)   | A     | Nicola Amoruso             |
|    | Italia (bandiera)   | A     | Roberto Mancini (capitano) |
|    | Italia (bandiera)   | A     | Gianluca Vialli            |

## Calciomercato

### Sessione estiva
| Acquisti | Acquisti           | Acquisti   | Acquisti |
| R.       | Nome               | da         | Modalità |
| -------- | ------------------ | ---------- | -------- |
| D        | Alessandro Orlando | Udinese    |          |
| D        | Dario Bonetti      | Juventus   |          |
| C        | Renato Buso        | Fiorentina |          |
| C        | Paulo Silas        | Cesena     |          |

| Cessioni | Cessioni              | Cessioni   | Cessioni |
| R.       | Nome                  | a          | Modalità |
| -------- | --------------------- | ---------- | -------- |
| D        | Luca Pellegrini       | Verona     |          |
| D        | Michele Mignani       | SPAL       |          |
| C        | Oleksij Michajličenko | Rangers    |          |
| A        | Marco Branca          | Fiorentina |          |

### Sessione autunnale
| Acquisti | Acquisti | Acquisti | Acquisti |
| R.       | Nome     | da       | Modalità |
| -------- | -------- | -------- | -------- |

| Cessioni | Cessioni         | Cessioni | Cessioni |
| R.       | Nome             | a        | Modalità |
| -------- | ---------------- | -------- | -------- |
| A        | Giuseppe Dossena | Perugia  |          |

## Risultati

### Serie A

#### Girone d'andata
| Arbitro: | Beschin (Legnano) |

|                                         |           |                       |
| Francescoli 14’ (rig.), 50’ Herrera 67’ | Marcatori | 11’ Silas 15’ Mancini |

| Arbitro: | Trentalange (Torino) |

|                       |           |  |
| Cerezo 11’ Vialli 66’ | Marcatori |  |

| Arbitro: | Sguizzato (Tivoli) |

|           |           |           |
| Platt 76’ | Marcatori | 7’ Vialli |

| Arbitro: | Amendolia (Messina) |

|                                          |           |  |
| Mancini 34’ Lombardo 57’, 85’ Vialli 65’ | Marcatori |  |

| Arbitro: | Boggi (Salerno) |

|                                                 |           |  |
| Lombardo 12’ Vialli 30’ (rig.), 40’ Mancini 32’ | Marcatori |  |

| Arbitro: | Lanese (Messina) |

|                      |           |                   |
| Minotti 13’ Grün 59’ | Marcatori | 57’ (rig.) Vialli |

| Arbitro: | Fucci (Salerno) |

|  |           |                            |
|  | Marcatori | 52’ Bianchezi 67’ Caniggia |

| Genova 27 ottobre 1991 8ª giornata | Genoa            | 0 – 0 referto | Sampdoria | Stadio Luigi Ferraris (39.799 spett.)\| Arbitro: \| D'Elia (Salerno) \| |
| Arbitro:                           | D'Elia (Salerno) |               |           |                                                                         |

| Arbitro: | Luci (Firenze) |

|                           |           |                  |
| Zola 3’ Careca 38’ (rig.) | Marcatori | 40’ (aut.) Blanc |

| Arbitro: | Lanese (Messina) |

|  |           |                 |
|  | Marcatori | 65’, 70’ Gullit |

| Arbitro: | Pezzella (Frattamaggiore) |

|                             |           |  |
| Rizzitelli 47’ Giannini 77’ | Marcatori |  |

| Genova 1º dicembre 1991 12ª giornata | Sampdoria          | 0 – 0 referto | Torino | Stadio Luigi Ferraris (29.274 spett.)\| Arbitro: \| Fabricatore (Roma) \| |
| Arbitro:                             | Fabricatore (Roma) |               |        |                                                                           |

| Foggia 8 dicembre 1991 13ª giornata | Foggia                      | 0 – 0 referto | Sampdoria | Stadio Pino Zaccheria (20.300 spett.)\| Arbitro: \| Cinciripini (Ascoli Piceno) \| |
| Arbitro:                            | Cinciripini (Ascoli Piceno) |               |           |                                                                                    |

| Arbitro: | Stafoggia (Pesaro) |

|             |           |  |
| Katanec 23’ | Marcatori |  |

| Arbitro: | Felicani (Bologna) |

|                 |           |                           |
| Pari 77’ (aut.) | Marcatori | 39’ Vierchowod 71’ Vialli |

| Arbitro: | Baldas (Trieste) |

|           |           |  |
| Vialli 6’ | Marcatori |  |

| Arbitro: | Pezzella (Frattamaggiore) |

|  |           |             |
|  | Marcatori | 7’ Lombardo |

#### Girone di ritorno
| Arbitro: | Nicchi (Arezzo) |

|             |           |            |
| Katanec 55’ | Marcatori | 22’ Napoli |

| Verona 2 febbraio 1992 19ª giornata | Verona              | 0 – 0 referto | Sampdoria | Stadio Marcantonio Bentegodi (23.000 spett.)\| Arbitro: \| Amendolia (Messina) \| |
| Arbitro:                            | Amendolia (Messina) |               |           |                                                                                   |

| Arbitro: | Quartuccio (Torre Annunziata) |

|                    |           |         |
| Mancini 22’ (rig.) | Marcatori | 4’ Soda |

| Milano 16 febbraio 1992 21ª giornata | Inter                | 0 – 0 referto | Sampdoria | Stadio Giuseppe Meazza (34.673 spett.)\| Arbitro: \| Trentalange (Torino) \| |
| Arbitro:                             | Trentalange (Torino) |               |           |                                                                              |

| Arbitro: | Merlino (Torre del Greco) |

|  |           |           |
|  | Marcatori | 45’ Silas |

| Arbitro: | Collina (Viareggio) |

|                         |           |  |
| Orlando 67’ Mancini 90’ | Marcatori |  |

| Bergamo 8 marzo 1992 24ª giornata | Atalanta           | 0 – 0 referto | Sampdoria | Stadio Atleti Azzurri d'Italia (22.400 spett.)\| Arbitro: \| Fabricatore (Roma) \| |
| Arbitro:                          | Fabricatore (Roma) |               |           |                                                                                    |

| Arbitro: | Trentalange (Torino) |

|                         |           |                             |
| Katanec 15’ Mancini 41’ | Marcatori | 3’ Signorini 18’ Bortolazzi |

| Arbitro: | Felicani (Bologna) |

|           |           |              |
| Lanna 59’ | Marcatori | 47’ Padovano |

| Arbitro: | Mughetti (Cesena) |

|                                                                 |           |            |
| Rijkaard 34’ Evani 54’ van Basten 62’ Massaro 82’ Albertini 86’ | Marcatori | 84’ Vialli |

| Arbitro: | Ceccarini (Livorno) |

|           |           |              |
| Silas 90’ | Marcatori | 89’ Giannini |

| Arbitro: | D'Elia (Salerno) |

|                |           |             |
| Casagrande 17’ | Marcatori | 39’ Katanec |

| Arbitro: | Bazzoli (Merano) |

|            |           |              |
| Vialli 65’ | Marcatori | 23’ Rambaudi |

| Torino 3 maggio 1992 31ª giornata | Juventus                    | 0 – 0 referto | Sampdoria | Stadio Olimpico (44.131 spett.)\| Arbitro: \| Cinciripini (Ascoli Piceno) \| |
| Arbitro:                          | Cinciripini (Ascoli Piceno) |               |           |                                                                              |

| Arbitro: | Sguizzato (Verona) |

|                   |           |  |
| Buso 41’ Pari 58’ | Marcatori |  |

| Arbitro: | Luci (Firenze) |

|          |           |               |
| Doll 13’ | Marcatori | 32’, 76’ Buso |

| Arbitro: | Bettin (Padova) |

|                            |           |                                |
| Vialli 51’ Pari 72’ (rig.) | Marcatori | 24’ Gualco 73’ (rig.) Marcolin |

### Coppa Italia

#### Turni eliminatori
| Arbitro: | Cinciripini (Ascoli Piceno) |

|                                  |           |             |
| Buso 35’ Mancini 52’ (rig.), 66’ | Marcatori | 48’ Dionigi |

| Arbitro: | Pairetto (Nichelino) |

|  |           |                         |
|  | Marcatori | 34’ Silas 43’, 53’ Pari |

#### Fase finale
| Arbitro: | Ceccarini (Livorno) |

|                   |           |           |
| Vialli 65’ (rig.) | Marcatori | 45’ Platt |

| Arbitro: | Baldas (Trieste) |

|                            |           |                               |
| Platt 62’ (rig.) Soda 102’ | Marcatori | 80’ (rig.) Vialli 118’ Cerezo |

| Arbitro: | Sguizzato (Verona) |

|            |           |  |
| Vialli 89’ | Marcatori |  |

| Arbitro: | Pairetto (Nichelino) |

|               |           |                |
| Carnevale 23’ | Marcatori | 74’ Vierchowod |

| Arbitro: | Beschin (Legnano) |

|            |           |  |
| Brolin 50’ | Marcatori |  |

| Arbitro: | Amendolia (Messina) |

|                          |           |                 |
| Pari 77’ Vierchowod 120’ | Marcatori | 97’, 103’ Melli |

### Coppa dei Campioni

#### Turni preliminari
| Arbitro: | Mccluskey |

|                                              |           |  |
| Lombardo 10’, 84’ Dossena 25’, 56’ Silas 76’ | Marcatori |  |

| Arbitro: | Varga |

|            |           |                               |
| Strand 55’ | Marcatori | 84’ Vialli 90’ (rig.) Mancini |

| Arbitro: | Uilenberg |

|                           |           |            |
| Pisont 55’ Cservenkai 72’ | Marcatori | 58’ Cerezo |

| Arbitro: | Larsson |

|                             |           |                 |
| Lombardo 9’ Vialli 26’, 46’ | Marcatori | 65’ (aut.) Pari |

#### Fase a gruppi
| Arbitro: | Biguet |

|                                  |           |  |
| Nedeljković 7’ (aut.) Vialli 73’ | Marcatori |  |

| Atene 11 dicembre 1991, ore 20:00 2ª giornata | Panathīnaïkos | 0 – 0 referto | Sampdoria | Stadio Olimpico (51.500 spett.)\| Arbitro: \| Forstinger \| |
| Arbitro:                                      | Forstinger    |               |           |                                                             |

| Arbitro: | Schmidhuber |

|                            |           |                 |
| Degryse 54’ Nilis 67’, 90’ | Marcatori | 27’, 63’ Vialli |

| Arbitro: | Mikkelsen |

|                          |           |  |
| Lombardo 35’ Mancini 37’ | Marcatori |  |

| Arbitro: | Rosa Dos Santos |

|                |           |                                                 |
| Mihajlović 11’ | Marcatori | 33’ Katanec 48’ (aut.) Kisilijievic 75’ Mancini |

| Arbitro: | Röthlisberger |

|             |           |              |
| Mancini 36’ | Marcatori | 27’ Marangos |

#### Finale
| Arbitro: | Schmidhuber |

|             |           |  |
| Koeman 112’ | Marcatori |  |

### Supercoppa italiana
| Arbitro: | Lanese (Messina) |

|             |           |  |
| Mancini 75’ | Marcatori |  |

## Statistiche

### Statistiche di squadra
| Competizione        | Punti | In casa | In casa | In casa | In casa | In casa | In casa | In trasferta | In trasferta | In trasferta | In trasferta | In trasferta | In trasferta | Totale | Totale | Totale | Totale | Totale | Totale | DR  |
| Competizione        | Punti | G       | V       | N       | P       | Gf      | Gs      | G            | V            | N            | P            | Gf           | Gs           | G      | V      | N      | P      | Gf     | Gs     | DR  |
| ------------------- | ----- | ------- | ------- | ------- | ------- | ------- | ------- | ------------ | ------------ | ------------ | ------------ | ------------ | ------------ | ------ | ------ | ------ | ------ | ------ | ------ | --- |
| Serie A             | 38    | 17      | 7       | 8       | 2       | 20      | 15      | 17           | 4            | 12           | 1            | 18           | 16           | 34     | 12     | 16     | 7      | 38     | 31     | +7  |
| Coppa Italia        | -     | 4       | 3       | 1       | 0       | 6       | 2       | 4            | 1            | 2            | 1            | 5            | 3            | 8      | 4      | 3      | 1      | 11     | 5      | +6  |
| Supercoppa Italiana | -     | 1       | 1       | 0       | 0       | 1       | 0       | 0            | 0            | 0            | 0            | 0            | 0            | 1      | 1      | 0      | 0      | 1      | 0      | +1  |
| Coppa dei Campioni  | -     | 8       | 5       | 4       | 1       | 13      | 2       | 6            | 2            | 1            | 3            | 8            | 8            | 11     | 6      | 2      | 3      | 21     | 10     | +11 |
| Totale              | -     | 30      | 17      | 9       | 7       | 40      | 19      | 27           | 7            | 15           | 5            | 31           | 27           | 54     | 23     | 21     | 11     | 71     | 46     | +25 |

### Andamento in campionato
| Giornata  | 1  | 2 | 3 | 4 | 5 | 6 | 7  | 8  | 9  | 10 | 11 | 12 | 13 | 14 | 15 | 16 | 17 | 18 | 19 | 20 | 21 | 22 | 23 | 24 | 25 | 26 | 27 | 28 | 29 | 30 | 31 | 32 | 33 | 34 |
| --------- | -- | - | - | - | - | - | -- | -- | -- | -- | -- | -- | -- | -- | -- | -- | -- | -- | -- | -- | -- | -- | -- | -- | -- | -- | -- | -- | -- | -- | -- | -- | -- | -- |
| Luogo     | T  | C | T | C | C | T | C  | T  | T  | C  | T  | C  | T  | C  | T  | C  | T  | C  | T  | C  | T  | T  | C  | T  | C  | C  | T  | C  | T  | C  | T  | C  | T  | C  |
| Risultato | P  | V | N | V | V | P | P  | N  | P  | P  | P  | N  | N  | V  | V  | V  | V  | N  | N  | N  | N  | V  | V  | N  | N  | N  | P  | N  | N  | N  | N  | V  | V  | N  |
| Posizione | 14 | 7 | 9 | 4 | 2 | 9 | 11 | 11 | 13 | 13 | 13 | 14 | 13 | 13 | 12 | 12 | 9  | 9  | 8  | 9  | 8  | 7  | 6  | 6  | 6  | 5  | 8  | 8  | 7  | 7  | 8  | 6  | 6  | 6  |

Legenda:

Luogo: C = Casa; T = Trasferta. Risultato: V = Vittoria; N = Pareggio; P = Sconfitta.

### Statistiche dei giocatori
| Giocatore     | Serie A  | Serie A | Serie A     | Serie A    | Coppa Italia | Coppa Italia | Coppa Italia | Coppa Italia | Coppa dei Campioni | Coppa dei Campioni | Coppa dei Campioni | Coppa dei Campioni | Totale   | Totale | Totale      | Totale     |
| Giocatore     | Presenze | Reti    | Ammonizioni | Espulsioni | Presenze     | Reti         | Ammonizioni  | Espulsioni   | Presenze           | Reti               | Ammonizioni        | Espulsioni         | Presenze | Reti   | Ammonizioni | Espulsioni |
| ------------- | -------- | ------- | ----------- | ---------- | ------------ | ------------ | ------------ | ------------ | ------------------ | ------------------ | ------------------ | ------------------ | -------- | ------ | ----------- | ---------- |
| D. Bonetti    | 14       | 0       | 0           | 0          | ?            | 0            | ?            | ?            | 3                  | 0                  | 0                  | 0                  | 17+      | 0      | 0+          | 0+         |
| I. Bonetti    | 23       | 0       | 6           | 0          | ?            | 0            | ?            | ?            | 6                  | 0                  | 0                  | 0                  | 29+      | 0      | 6+          | 0+         |
| R. Buso       | 19       | 3       | 3           | 1          | ?            | 1            | ?            | ?            | 7                  | 0                  | 0                  | 0                  | 26+      | 4      | 3+          | 1+         |
| T. Cerezo     | 27       | 1       | 1           | 0          | ?            | 1            | ?            | ?            | 10                 | 1                  | 0                  | 0                  | 37+      | 3      | 1+          | 0+         |
| G. Dossena    | 6        | 0       | 0           | 0          | ?            | 0            | ?            | ?            | 1                  | 2                  | 0                  | 0                  | 7+       | 2      | 0+          | 0+         |
| G. Invernizzi | 26       | 0       | 1           | 0          | ?            | 0            | ?            | ?            | 8                  | 0                  | 0                  | 0                  | 34+      | 0      | 1+          | 0+         |
| S. Katanec    | 26       | 4       | 5           | 1          | ?            | 0            | ?            | ?            | 10                 | 1                  | 0                  | 0                  | 36+      | 5      | 5+          | 1+         |
| M. Lanna      | 31       | 1       | 3           | 0          | ?            | 0            | ?            | ?            | 11                 | 0                  | 0                  | 0                  | 42+      | 1      | 3+          | 0+         |
| A. Lombardo   | 34       | 4       | 1           | 0          | ?            | 0            | ?            | ?            | 10                 | 4                  | 0                  | 0                  | 44+      | 8      | 1+          | 0+         |
| R. Mancini    | 29       | 6       | 3           | 0          | ?            | 2            | ?            | ?            | 9                  | 4                  | 0                  | 0                  | 38+      | 12     | 3+          | 0+         |
| M. Mannini    | 28       | 0       | 4           | 1          | ?            | 0            | ?            | ?            | 10                 | 0                  | 1                  | 0                  | 38+      | 0      | 5+          | 1+         |
| A. Orlando    | 14       | 1       | 2           | 0          | ?            | 0            | ?            | ?            | 5                  | 0                  | 0                  | 0                  | 19+      | 1      | 2+          | 0+         |
| G. Pagliuca   | 34       | 0       | 0           | 0          | ?            | 0            | ?            | ?            | 11                 | 0                  | 0                  | 0                  | 45+      | 0      | 0+          | 0+         |
| F. Pari       | 32       | 2       | 6           | 0          | ?            | 3            | ?            | ?            | 11                 | 0                  | 0                  | 0                  | 43+      | 5      | 6+          | 0+         |
| P. Silas      | 31       | 3       | 2           | 0          | ?            | 1            | ?            | ?            | 4                  | 1                  | 0                  | 0                  | 35+      | 5      | 2+          | 0+         |
| G. Vialli     | 31       | 11      | 6           | 1          | ?            | 3            | ?            | ?            | 11                 | 6                  | 0                  | 0                  | 42+      | 20     | 6+          | 1+         |
| P. Vierchowod | 31       | 1       | 6           | 0          | ?            | 2            | ?            | ?            | 9                  | 0                  | 1                  | 0                  | 40+      | 3      | 7+          | 0+         |